# 竇覦
窦觎（?—?），唐朝扶风平陵人。唐玄宗母亲昭成皇后族侄。
其父华原尉窦光，窦觎以亲荫入仕，担任右卫率府兵曹参军。窦觎没有其他才能，但是当官有计谋，而且是韩滉的女婿。鄜坊节度使臧希让奏请他为判官，官至监察殿中侍御史、检校工部员外郎、坊州刺史。兴元元年（784年），到河中讨伐李怀光，唐德宗下诏命窦觎率领坊州兵七百人屯守邰阳。平乱后，窦觎以功兼御史中丞，转任同州刺史。窦参是窦觎的再从侄，担任宰相，向朝廷力荐窦觎，窦觎入朝为户部侍郎。几个月后，为扬州大都督府长史、御史大夫、充淮南节度副大使、知节度事。至扬州十天旬日，暴亡，诏赠礼部尚书。

## 延伸阅读
[在维基数据编辑]
 《舊唐書·卷183》，出自刘昫《舊唐書》